# Arcaicam Esperantom
Arcaicam Esperantom ("Archaïsch Esperanto") is een kunsttaal, die door Manuel Halvelik als archaïsche vorm van de kunsttaal Esperanto werd ontwikkeld, met als doel een archaïsche vorm te creëren, die ook als stijlmiddel gebruikt kon worden.
Omdat dit Arcaicam Esperanto ook naamvallen zoals datief en genitief heeft (het Esperanto heeft alleen een accusatief die volstrekt regelmatig is) kan men bijvoorbeeld de structuur en woordvolgorde van een Latijnse tekst nauwkeuriger weergeven. Halvelik schreef in 1969 het boek Arcaicam Esperanto (uitgave Libroservo Sonorilo, 1969) hierover.
Omdat schrijvers die in het Esperanto schrijven wegens de korte geschiedenis van het Esperanto weinig mogelijkheden hebben om een ouderwetse spraakstijl te gebruiken (eventueel door het gebruik van ouderwetse woorden uit het pra-Esperanto) besloot Havelink een taal te maken, die als een klassieke versie van het huidige Esperanto kan worden gebruikt.
Overigens staan de dichter in het Esperanto wel degelijk enkele stijlmiddelen ter beschikking, zoals het persoonlijk voornaamwoord ci "jij, gij" (waar het Esperanto gewoonlijk vi gebruikt) en elisie van de -o.

## Verschillen tussen Esperanto en Arcaicam Esperantom

### Schrijfwijze
- c wordt tz
- ĉ wordt ch
- f wordt ph
- ĝ wordt gh
- ĥ wordt qh
- j wordt y
- ĵ wordt j
- k wordt qu of c
- ŝ wordt sh
- ŭ wordt u of w
- v wordt w

### Persoonlijke voornaamwoorden
- mi (ik) wordt mihi
- ci (jij) wordt tu
- li (hij) wordt lui
- ŝi (zij) wordt eshi
- ĝi (het) wordt eghi
- ni (wij) wordt nos
- vi (jullie) wordt wos
- ili (zij; meervoud) wordt ilui (mannelijk) of sihi (vrouwelijk)

### Werkwoorden
- De infinitief eindigt op-ir, behalve als de laatste stamklinker e of i is. In dit geval eindigt de infinitief op ar. vb. esti (zijn) wordt estir, maar krii (schrijven) wordt criar.
- Werkwoorden hebben uitgangen, die het persoonlijk voornaamwoord niet noodzakelijk maken; ze kunnen - zoals het Latijn of het Spaans - weggelaten worden als de spreker er niet de nadruk op wil leggen, vergelijkbaar met de beklemtoonde en de onbeklemtoonde vorm in het Nederlands (jij, je). vb:

(Mihi) estams
(tu) estas
(lui/eshi/eghi) estat
(nos) estaims
(wos) estait
(ilui/sihi) estait
Estis wordt estims, estos wordt estoms enzovoort.
- De imperatief estu heeft nog een aparte meervoudsvorm: estuy (meervoud: weest) naast het nu gebruikelijke estu (enkelvoud: wees).

### Woordeinden
- -o wordt om (uitgang van alle zelfstandige naamwoorden)
- -oj wordt oy (meervoud)
- -on blijft -on (accusatief)
- -ojn wordt -oyn (meervoud accusatief)
- -e wordt-oe (bijwoord)
- -aŭ wordt -ez
- -a wordt -am (bijvoeglijk naamwoord)
- -aj wordt -ay meervoud.
- -o wordt in de datief -od, bijvoorbeeld al domo (aan het huis) wordt domod.
- -oj wordt in de datief -oyd, bijvoorbeeld al domoj (aan de huizen) wordt domoyd
- -o wordt in de genitief -es, bijvoorbeeld de domo (van het huis) wordt domes (des Huizes)
- -oj wordt in de genitief -eys, bijvoorbeeld de domoj wordt domeys

### Lidwoord
- Het bepaald lidwoord (la) bestaat niet in het Arcaicam Esperantom. (Het onbepaald lidwoord bestaat helemaal niet in het Esperanto)

## Voorbeelden
| Arcaicam Esperantom | Esperanto (ter vergelijking) | Nederlands |
| Tempom phughat. | Tempo fuĝas. | Tijd vliegt. --Ovidius |
| Wenims, Widims, Wenquims. | Mi venis, mi vidis, mi venkis. | Ik kwam, ik zag en ik overwon. --Julius Caesar |
| Patrom noses, cuyu estas en chielod, (plaatsbepaling = datief) estu sanctiguitam Tues nomom. Venu Tues regnom, plenumighu Tues volom, Cuyel en chielod, ityel ankez sur terod. Panon noses cheyutagan donu nosod hodiez. Cay pardonu nosod nies shuldoyn, cuyel ankez nos pardonaims shuldantoyd noses. Cay ne conducu nosoyn en tenton, sed liberigu nosoyn malbones. Amen | Patro nia, kiu estas en la ĉielo. Cia nomo estu sanktigita. Venu Cia regno, plenumiĝu Cia volo, kiel en la ĉielo, tiel ankaŭ sur la tero. Nian panon ĉiutagan donu al ni hodiaŭ. Kaj pardonu al ni niajn ŝuldojn, kiel ankaŭ ni pardonas al niaj ŝuldantoj. Kaj ne konduku nin en tenton, sed liberigu nin de la malbono. Amen | Onze Vader in de Hemel Geheiligd zij Uw Naam. Uw rijk kome Uw wil geschiede Op aarde als in de hemel Geef ons heden ons dagelijks brood en vergeef ons onze schulden gelijk ook wij vergeven aan onze schuldenaren leid ons niet in bekoring maar verlos ons van het kwade Amen. |